# Або (корвет, 1809)
«А́бо» — 12-гарматний корвет Чорноморського флоту Російської імперії. Названий на честь захоплення російськими військами під командуванням адмірала Ф. М. Апраксіна шведського міста Або у 1713 році, а також на згадку про перемогу над шведським флотом у Або в 1788 і 1809 роках.

## Історія
Закладений у Миколаєві на стапелі Миколаївського адміралтейства 18 грудня 1808 року, головний будівник — корабельний майстер Д. В. Кузнєцов. Довжина корабля становила 21,94 метра, ширина — 6,7 метра, а глибина інтрюму — 3,23 метра. Артилерійське озброєння корабля становило 14 гармат. Після спуску на воду 18 листопада 1808 року увійшов до складу Чорноморського флоту Російської імперії.
Брав участь у російсько-турецькій війні 1806—1812 років. З 10 травня до 2 червня 1810 року у складі загону виходив із Севастополя в крейсерство між Анапою і Суджук-Кале. 6 жовтня у складі ескадри контрадмірала О. А. Саричева вийшов із Севастополя, а 9 жовтня ескадра прибула до Трапезунди. 11 жовтня разом із кораблями ескадри брав участь у бомбардуванні турецьких укріплень.
17 жовтня під прикриттям корабельної артилерії з кораблів ескадри висаджено десант, але з огляду на чисельну перевагу турецьких військ його довелося зняти з берега, і ескадра відійшла в море. До 30 жовтня кораблі повернулися в Севастополь. З 1811 по 1813 рік виходив у крейсерство до берегів Криму.
У складі ескадр перебував у практичних плаваннях у Чорному морі в 1814 і 1815 роках. Протягом 1816—1826 років виконував роль військової брандвахти Одеського і Феодосійського портів.
За розпорядженням феодосійського градоначальника 18 серпня 1820 року корвет готувався вирушити до Севастополя, прийнявши на борт сім'ю М. М. Раєвського і О. С. Пушкіна, які прибули з Керчі, і до 19 серпня доправив їх до місця відпочинку в Гурзуф.
У 1826 році переобладнаний на портове судно.

## Увічнення пам'яті
Враження від свого перебування на «Або» знайшли відображення у вірші О. С. Пушкіна «Згасло денне світило...» (рос. «Погласло дневное светило...»), написане, за словами самого поета, «вночі на кораблі»:
|  | Лети, корабель, неси мене до меж далеких За грізною примхою оманливих морів. Оригінальний текст (рос.) Лети, корабль, неси меня к пределам дальным По грозной прихоти обманчивых морей. |

У вересні 2003 року на набережній Феодосії встановлено пам'ятну дошку з таким текстом: 
|  | З набережної Феодосії ввечері 18 (30 за н. ст.) серпня 1820 року на корветі «Або» з сім'єю генерала М. М. Раєвського відправився до Гурзуфа О. С. Пушкін. Оригінальний текст (рос.) С набережной Феодосии вечером 18 (30 по н. ст.) августа 1820 года на корвете «Або» с семьёй генерала Н. Н. Раевского отправился в Гурзуф А. С. Пушкин. |

## Командири
- А. К. Діц (1811—1812);
- О. О. Дурасов (1812 — червень 1813);
- М. Я. Насекін (червень 1813 — 1814);
- О. Д. Пегелов (1814—1815);
- П. П. Кумелас (1816—1817);
- А. С. Сундій (1818);
- І. П. Дмитрієв (1819—1820);
- О. Б. Броневський (1821—1822);
- В. В. Зайцев (1823);
- С. М. Стройніков (1824);
- Л. М. Серебряков (1825);
- О. Т. Барладян (1826).